# Кадосно (Псковська область)
Кадосно (рос. Кадосно) — присілок в Куньїнському районі Псковської області Російської Федерації.
Населення становить 33 особи. Входить до складу муніципального утворення Жижицька волость.

## Історія
Від 2015 року входить до складу муніципального утворення Жижицька волость.

## Населення
| 2001 | 2002 | 2010 |
| ---- | ---- | ---- |
| 51   | ↘43  | ↘33  |